# Bernardo Rolland de Miota
Bernardo Rolland de Miota fue un diplomático español que, como Cónsul General de España en París (1939-1943), evitó la confiscación de los bienes de un número reducido de judíos sefarditas. Intercedió por 14 judíos españoles enviados al campo de Drancy y organizó la repatriación de otros 77, trabajo que terminó Alfonso Fiscowich. Su actuación en favor de los judíos provocó graves tensiones con las autoridades alemanas de la Francia ocupada y con el entonces Embajador de España, Félix de Lequerica.
En septiembre de 1943, el gobierno español, a pesar de las presiones alemanas, empieza a evacuar ciudadanos franceses desde Cádiz, Algeciras y Málaga. Aunque Rolland terminó su mandato en París en 1943, es seguro que sus esfuerzos en favor de los judíos contribuyeron a hacer posibles estas evacuaciones.
En 1949 se le concede la gran cruz de la Orden del Mérito Civil. En 1959 recibió la gran cruz de la Orden de Isabel la Católica.
Rolland y otros diplomáticos españoles que, como él, ayudaron a los judíos a huir del Holocausto, fueron rescatados del olvido en el año 2000 cuando el Ministerio de Asuntos Exteriores de España dedicó una página web a su memoria, denominada Diplomáticos españoles durante el Holocausto, siendo Ministro Abel Matutes. Posteriormente, en el 2007, fueron homenajeados en una exposición titulada Visados para la libertad organizada por la Casa Sefarad en Madrid.
Bernardo Rolland, Julio Palencia Tubau y Sebastián Romero Radigales han sido propuestos el año 2008 por la Fundación Raoul Wallenberg para ser designados como Justos entre las Naciones, distinción que el Estado de Israel concede a aquellas personas que, no siendo de confesión o ascendencia judía, ayudaron a los judíos víctimas de la persecución antisemita durante el Tercer Reich.